# Route der Welterbe-Gärten

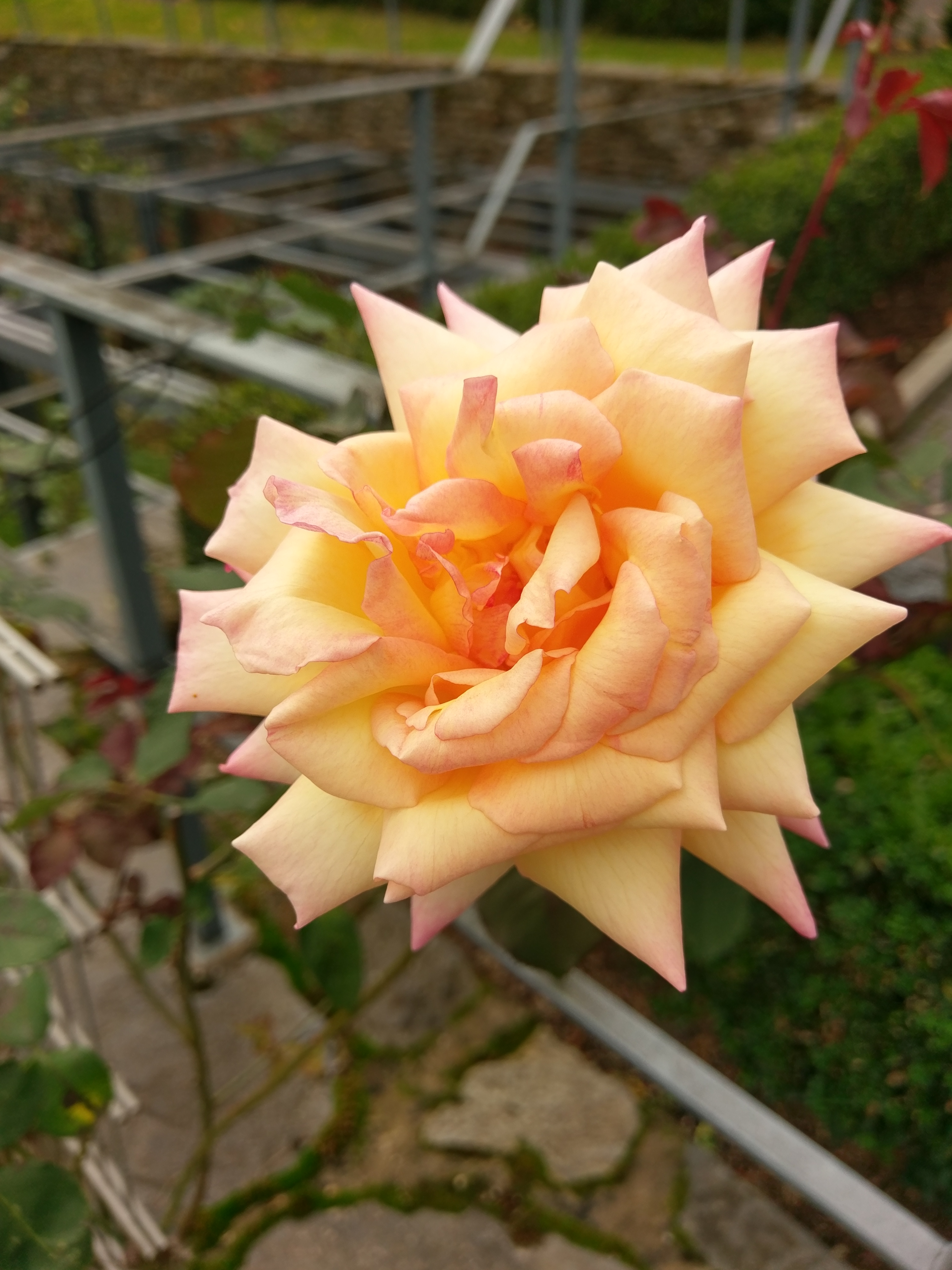
Rose „Zauber der Loreley“, Propsteigarten Hirzenach

Die Route der Welterbe-Gärten führt zu mehr als 30 öffentlichen und privaten Gartenanlagen, die Teil der Kulturlandschaft des UNESCO-Welterbes Oberes Mittelrheintal sind. Verschiedene Nutz- oder Ziergärten, Parks oder Promenaden wurden auf Initiative des Zweckverbandes Welterbe Oberes Mittelrheintal zusammengestellt. Im Rahmen dieser Kampagne kreierte 2007 der Züchter Klaus Zerwes eine Rose, die im Juni 2010 auf den Namen Welterbe-Rose „Zauber der Loreley“ getauft wurde.

## Liste der Route der Welterbe-Gärten
| Welterbe-Gärten                                                 | Welterbe-Gärten                                 | Welterbe-Gärten        | Welterbe-Gärten | Welterbe-Gärten                                 | Welterbe-Gärten |
| Lage                                                            | Objekt                                          | Entstehungsjahr        | Beschreibung | Bild                                            |                 |
| --------------------------------------------------------------- | ----------------------------------------------- | ---------------------- | --- | ----------------------------------------------- | --------------- |
| Rheinufer, Rüdesheim am Rhein (Standort)                        | Hafenpark Rüdesheim am Rhein                    | Umgestaltung nach 1900 | parkartige Umgestaltung des ehemaligen Leinpfades mit Uferbefestigungen | weitere Bilder                                  |                 |
| Niederwald, Rüdesheim am Rhein (Standort)                       | Osteinscher Landschaftspark                     | ab 1764                | eine der frühesten romantischen Parkanlagen Deutschlands. Errichtet von Karl Maximilian von Ostein, teilweise nach Plänen des französischen Architekten François Ignace Mangin | weitere Bilder                                  |                 |
| Rheinufer, Bingen am Rhein (Standort)                           | Hafenpark Bingen am Rhein                       |                        | | weitere Bilder                                  |                 |
| Rochusberg 1, Bingen am Rhein (Standort)                        | Hildegard-Forum                                 | 1998                   | Heilkräutergarten nach mittelalterlichem Vorbild | Hildegard-Forum                                 |                 |
| Schillerstraße 1, Bingen am Rhein (Standort)                    | Park Villa Katharina                            |                        | | weitere Bilder                                  |                 |
| Rheinufer, Bingen am Rhein (Standort)                           | Hindenburg-Anlage                               | 1900–1914              | heutiges Erscheinungsbild von Gartenbauinspektor Riedel aus den 1930er Jahren. Verschiedene Denkmäler, Bauten sowie Schiffsanlegestellen in einem großteils rechtwinkligen Wegenetz mit kreuzenden Pfaden | weitere Bilder                                  |                 |
| Burg Rheinstein, Trechtingshausen (Standort)                    | Burgundergarten Burg Rheinstein                 |                        | | weitere Bilder                                  |                 |
| Ernst-Heilmann-Straße, Niederheimbach (Standort)                | Burggärtnerei                                   |                        | | weitere Bilder                                  |                 |
| Auf der Schaufel 7, Lorch-Ransel (Standort)                     | Hausgarten Feuerpfeil                           |                        | | BW                                              |                 |
| Rheingoldstraße 134, Oberdiebach (Standort)                     | Garten am Alten Pfarrhaus                       |                        | | BW                                              |                 |
| Brunnenstraße 5 und 7, Bacharach-Medenscheid (Standort)         | Rosensammlung auf der Rheinhöhe                 |                        | Rosengärten Langer und Lieber. Sammlung von 350 verschiedenen historischen, englischen und modernen Beet- und Strauchrosen | weitere Bilder                                  |                 |
| Blücherstraße 69, Kaub-Viktoriastollen (Standort)               | Skulpturengarten                                |                        | | BW                                              |                 |
| Kaub (Standort)                                                 | Kräutergarten                                   |                        | "Garten der Gesundheit (Hortus Sanitatis) nach Johann Wonnecke von Cube/Cuba/Kaub". Kräutergarten der Stadt Kaub | weitere Bilder                                  |                 |
| Neustraße 17, Weisel (Standort)                                 | Naturgarten Knecht                              |                        | | BW                                              |                 |
| Oberstraße 11, Oberwesel (Standort)                             | Privatgarten Familie Hütte                      |                        | Ehemaliger Klostergarten des Minoritenklosters | weitere Bilder                                  |                 |
| Damscheider Weg, Oberwesel (Standort)                           | Pfarrgarten St. Martin                          | 1806                   | errichtet durch Pastor Berschens. Vier gleich große rechteckige Rasenflächen, deren Wege ein Kreuz bilden. Die Wegränder wurden mit Buchsbaum bepflanzt. | weitere Bilder                                  |                 |
| Kirchstraße/Liebfrauenkirche, Oberwesel (Standort)              | Vikariegarten                                   |                        | | weitere Bilder                                  |                 |
| Bußgasse, Oberwesel (Standort)                                  | Stadtmauergarten                                |                        | Stadtmauergarten an der bergseitigen Stadtmauer | weitere Bilder                                  |                 |
| Rheinstraße, Boppard-Hirzenach (Standort)                       | Propsteigarten                                  |                        | barock gestalteter Garten aus dem frühen 18. Jahrhundert | weitere Bilder                                  |                 |
| Salzbornstraße 14, Boppard-Bad Salzig (Standort)                | Kurpark und Kuranlagen Bad Salzig               | 1905                   | Im Kurpark befinden sich neben der Leonorenquelle unter anderem verschiedene Kunstobjekte und Naturinstallationen, ein Therapiegarten, eine Outdoor-Fitness-Station und ein Wassertretbecken. Er gehört zur Mittelrhein-Klinik, einer psychosomatischen und psychoonkologischen Klinik der Deutschen Rentenversicherung Rheinland-Pfalz, die direkt im Park liegt. | Kurpark und Kuranlagen Bad Salzig               |                 |
| Mainzerstraße 8, Boppard (Standort)                             | Partnerschaftgärten der Stiftung Bethesda       |                        | Themengärten mit einzelnen Assoziationsangeboten zu den Partnerschaftsgemeinden der Stadt auf dem Gelände des Klosters St. Martin. | weitere Bilder                                  |                 |
| Simmerner Str., Boppard (Standort)                              | Marienberger Park                               | 1839                   | Im ehemaligen Klostergarten von Kloster Marienberg wurde für den Betrieb einer Kaltwasserheilanstalt ein Kurpark im Stil eines englischen Landschaftsgartens angelegt. Hohe Artenvielfalt, insbesondere an einheimischen Bäumen. | weitere Bilder                                  |                 |
| Rheinallee, Boppard (Standort)                                  | Rheinanlage                                     |                        | Anlage mit 100-jährigen Baumbestand | weitere Bilder                                  |                 |
| Brunnenstr. 4, Braubach (Standort)                              | Bauerngarten Zum weissen Schwanen               |                        | | BW                                              |                 |
| Marksburg, Braubach (Standort)                                  | Botanischer Garten auf der Marksburg            | 1969                   | Demonstrationsgarten mittelalterlicher Gartenkultur | weitere Bilder                                  |                 |
| Philippsburg, Braubach (Standort)                               | Renaissancegarten Philippsburg                  |                        | | Renaissancegarten Philippsburg                  |                 |
| Rheinanlage, Braubach (Standort)                                | Rosengarten                                     |                        | Rosenbeete und -stöcke an der Uferpromenade von Braubach. Hier wächst unter anderem die Welterbe-Rose „Zauber der Loreley“ | weitere Bilder                                  |                 |
| Koblenz-Stolzenfels (Standort)                                  | Der Park und die Gärten von Schloss Stolzenfels |                        | | Der Park und die Gärten von Schloss Stolzenfels |                 |
| Dr. Max-Otto-Bruker-Straße 3, Lahnstein auf der Höhe (Standort) | Heil- und Kräutergarten Dr. Bruker              |                        | Heil- und Kräutergarten mit verschiedenen Teesorten, homöopathischen Pflanzen, wilden Farnen, heimischen Waldpflanzen, einem Sumpfbeet sowie einer Kneipp-Anlage | weitere Bilder                                  |                 |
| Johann-Baptist-Ludwig-Str. 4, Lahnstein (Standort)              | Stadtgarten Degen                               |                        | | BW                                              |                 |
| Koblenz (Standort)                                              | Kaiserin Augusta-Anlagen                        |                        | | weitere Bilder                                  |                 |
| Koblenz (Standort)                                              | Schlosspark Kurfürstliches Schloss              |                        | | weitere Bilder                                  |                 |
| Koblenz (Standort)                                              | Garten Herlet                                   |                        | | Garten Herlet                                   |                 |
| Koblenz (Standort)                                              | Blumenhof                                       |                        | | weitere Bilder                                  |                 |
| Koblenz (Standort)                                              | Hauptfriedhof                                   | 1820                   | Friedhof als Landschaftspark. Terrassenförmige Anlage mit Grabdenkmälern aus dem 19. Jahrhundert und altem Baumbestand | weitere Bilder                                  |                 |